# Bolo Madeira

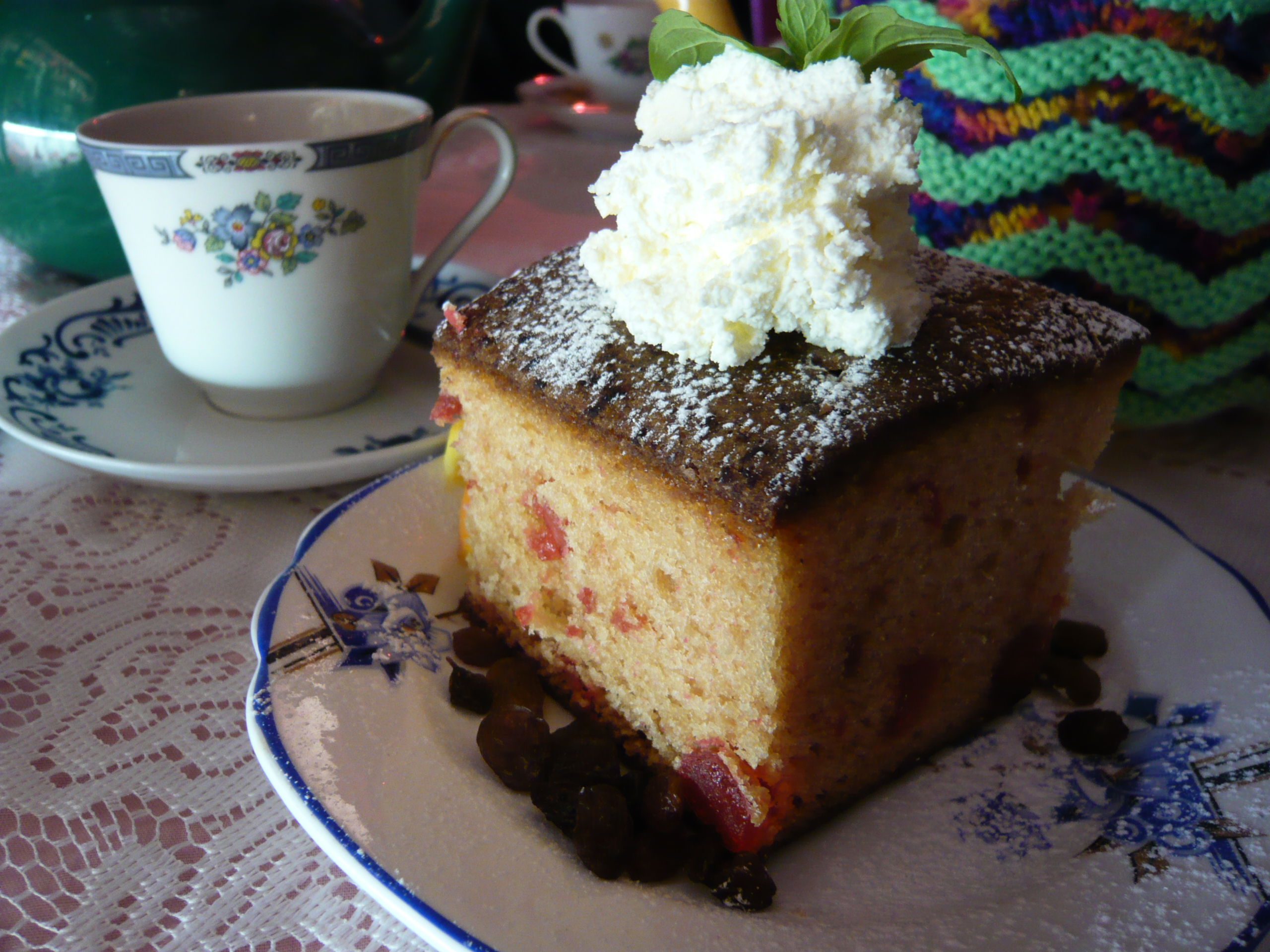
Bolo Madeira recheado com doce de cereja.

Bolo Madeira (Madeira cake) é um bolo esponjoso ou de manteiga, tradicional da culinária britânica e irlandesa. 

## Nome
Devido ao seu nome, torna-se enganoso pensar que teve a sua origem no arquipélago da Madeira, em Portugal; no entanto o seu nome provém do vinho da Madeira, um vinho fortificado oriundo dessa região e popular em Inglaterra no sec. XIX, e que era servido juntamente com o bolo. O arquipelago tem o seu proprio bolo tradicional - bolo de mel, escuro com mel e especiarias – muito diferente do bolo Madeira.
Hoje em dia o bolo Madeira ingles é geralmente servido com chá ou licores.